# 王直 (1916年)
王直（1916年—2014年4月7日），福建上杭人，中国人民解放军将领、中国人民解放军开国少将。
1931年，参加中国工农红军，曾任第三野战军第30军89师政委、中国人民解放军第31军副政委。1934年4月，加入中国共产党。
中华人民共和国成立后，任中国人民解放军第20军第89师政委；1950年10月率部参加朝鲜战争，先后任中国人民志愿军第20军第89师政委、第26军政治部主任，先后参加了第二、四、五次战役和平康、金化、上甘岭战役等战斗。1955年，被授予中国人民解放军少将和二级八一勋章、二级独立自由勋章、一级解放勋章，后担任福州军区副政委、福建省人民代表大会常务委员会常务副主任等职务。
1982年元旦，《福州晚报》创刊，王直成了該报的读者和通讯员，該报員工每年赠报给他。2014年4月7日7时31分，王直因病在福州市南京军区福州总医院去世，享年98岁。王直是电影《英雄儿女》角色“王主任”的原型，但他认为自己并不是王主任的唯一原型，王主任的原型应当是中国人民志愿军高级政工干部的整体形象。